# BM オプロート
BM オプロート（ウクライナ語: БМ Оплот）は、ウクライナで開発された戦車である。国産戦車、T-84U オプロートに西側仕様の砲塔を搭載した発展型。ウクライナ軍で主力戦車として運用されている。

## 概要
名称は、ウクライナ語で「砦」のこと。T-84U オプロートの発展型であり、「戦闘車輌」（Бойова машина）を意味する「BM」（БМ）を付けてBM オプロート（БМ Оплотベーエーム・オプロート）と呼ばれる。オプロートMと呼ばれることもある。
なお、ウクライナではT-84U量産型の正式採用に伴い、このシリーズに「オプロート」という制式名称を与えた。従って、それ以前に製造されていたT-84初期型についても「オプロート」という名称が用いられている。しかし、一方でそれら後付で「オプロート」と呼ばれるようになった初期型はあくまでT-84と呼ぶことも希にある。名称については相当の混乱が見られ、エンジンを省きほぼT-84仕様となったT-80UD後期型もT-84と呼ぶことがある。T-84-120の名称を「オプロート」とするものもある。この項では、混乱を避けるためT-80UD仕様のエンジンを搭載した車両はT-80UD、T-84仕様のエンジンを搭載したT-84初期型はT-84、防御装備などを刷新したT-84U初期型はT-84U、T-84U量産型は「オプロート」、その120mm砲搭載型T-84-120は「ヤタハーン」と呼ぶ。諸装備が「ヤタハーン」仕様であっても120mm砲を搭載しないものについては「オプロート」とする。また、公式ページで「オプロート」と記述されているものについてもその仕様如何に拘らず「オプロート」と呼ぶこととする。

### 開発
O・O・モローゾウ記念ハルキウ機械製造設計局（KhKBM）は、その70年以上におよぶ戦車設計の経験を生かし、主力戦車オプロートを生み出した。
オプロートは、1990年代に製造されたT-84の発展型として設計され、車体の基本構成はソ連時代にKhKBMで設計されたT-64・T-80UDのそれを踏襲していた。一方、それまでのウクライナ戦車と大きく異なる点となったのが砲塔で、同国製の戦車としては初めて乗員室と砲弾室とを別区画とするいわゆる西側方式のものが採用された。

### 特徴
オプロートは、T-80UDの純正な発展型であったが、以下の改良点でそれとは異なっていた。
- 新しい全溶接旋回砲塔。
- 防禦できるよう前方の扇状の部分の防御力を向上し、成形炸薬弾（HEAT）からのみならず徹甲弾（AP）からの防御力も向上させた新世代の爆発反応装甲「ニージ」（«Ніж»:「ナイフ」の意味）の装備。
- 新しい赤外線暗視装置の装備。
- エンジンは、T-80UDの1,000馬力のものから1,200馬力のものに換装。
- 射撃管制装置系統の構成要素に応じたデータ技術のデジタル化。
- 光学・電子対抗システムの搭載。
- 補助供給ユニット。
- 砲身俯仰角の計算システム。
- ナビゲーション・システム。
- 近距離からの攻撃に対抗する車体側面と走行装置を防禦する従来より広い防護スカートの装備。

### 構造
車体構成はオーソドックスなもので、操縦室は車体前部に、戦闘室は中央部に位置し、エンジンとトランスミッションは後部区画に収められた。機関手を兼ねる操縦士は、車体中央線上に乗車する。操縦士のためのハッチは、開ける際には持ち上げて右方へ廻す仕組みになっている。操縦士席前方には、3つのペリスコープが備え付けられている。そのうちの中央のものは、夜間運転装置としても用いることができる。操縦士席後方には、乗降用ハッチがある。車長は、右座席に乗車し、砲手は左側に乗車する。各々の席には、乗降用ハッチが備え付けられている。オプロートは、それまでのウクライナ製戦車と同様に砲弾装填のための自動装填装置を装備しているため、西側の多くの戦車で必要とされている装填手は乗車していない。
オプロートにおける最大の特徴となる新型砲塔は、乗員室と砲弾室とが別区画に分けられた溶接構造のものとされた。それまでのソ連戦車では、乗員室が弾薬室から隔離されていない方式が一般的であった。この構造により、ソ連戦車では砲塔の小型化を実現し、被発見率の低減に成功していた。しかし、その反面、実戦においてはこの方式の欠点ばかりが目立った。この方式の砲塔を採用していたT-72では、実戦において撃破された際に砲塔下に円形に並べられた砲弾が誘爆、砲塔が吹き飛んで乗員が全滅するケースが多くみられ、ソ連戦車の評判を著しく低下させる事態を招いた。その対策として、オプロートでは砲弾室と乗員室とを分離するという西側で多く見られる方式が採られたのであった。ただし砲弾室に入れられるのは予備弾であり、即応弾は従来通り砲塔下に円形に並べられている点は変わっておらず、根本的な解決にはなっていない。
また、オプロートではそれまでの第2世代爆発反応装甲「コンタークト5」に代わる新型装甲「ニージ」を装備し、その防御力を向上させた。「ニージ」は第2世代+もしくは第3世代として知られるウクライナ国産の爆発反応装甲で、ロシアで開発されている「カークトゥス」や「レリークト」に相当する能力を持つとされる。「ニージ」では、従来の爆発反応装甲では対処の難しかったタンデム弾頭にも対応すべく2層構造を採用しており、「コンタークト5」に比べ装弾筒付徹甲弾（APDS）に対する防御力が1.9倍、成形炸薬弾（HEAT）に対する防御力が2.2倍に増加している。また、車体側面の「ノージュ」防護幕でもAPDSに対する防御力が2.8倍に高められている。オプロートは、この新型装甲を車体や砲塔に装着することにより、対戦車戦闘における防御力の大幅な向上を実現した。また、このほかにも「ハラーント」や「ファントーム」といったアクティブ防護システムを搭載している。
ウクライナ製戦車は、ソ連時代はロシア製の武装を搭載していたが、オプロートでは搭載する主砲・機銃ともに国産化されている。オプロートでは、構成部品の全国産化に成功しているが、輸出に際してはユーザーの需要に合わせて他国製のシステムにも換装できるようになっている。主砲は、従来のウクライナ製戦車と同じ口径の125mm滑腔砲が採用された。T-64以来の伝統として、9M119M レフレークスM主砲発射型対戦車ミサイルも運用可能である。
オプロートは、機動力、防御力、火力などあらゆる点において効果的な戦闘車輌となっている。特に、オプロートの防御力は優れたものとなっている。野戦においては高い機動性を発揮し、また、あらゆる天候下で24時間昼夜を問わず広範囲での行動が可能である。こうした特長から、オプロートは卓越した戦略的運用能力を有することは間違いない。
オプロートの開発は継続されており、その最新の派生型では輸出も視野に入れられている。そのため、次のような設計変更が考えられている。まず、機械式のギア装置に換え、自動ギアを使用すること、空調システムの刷新、砲身に備え付ける初速調整用センサーの装備などである。こうした改良により、この派生型はソ連時代以来の「T」シリーズで最も優れた戦車となると見込まれている。

### 輸出へのアピール

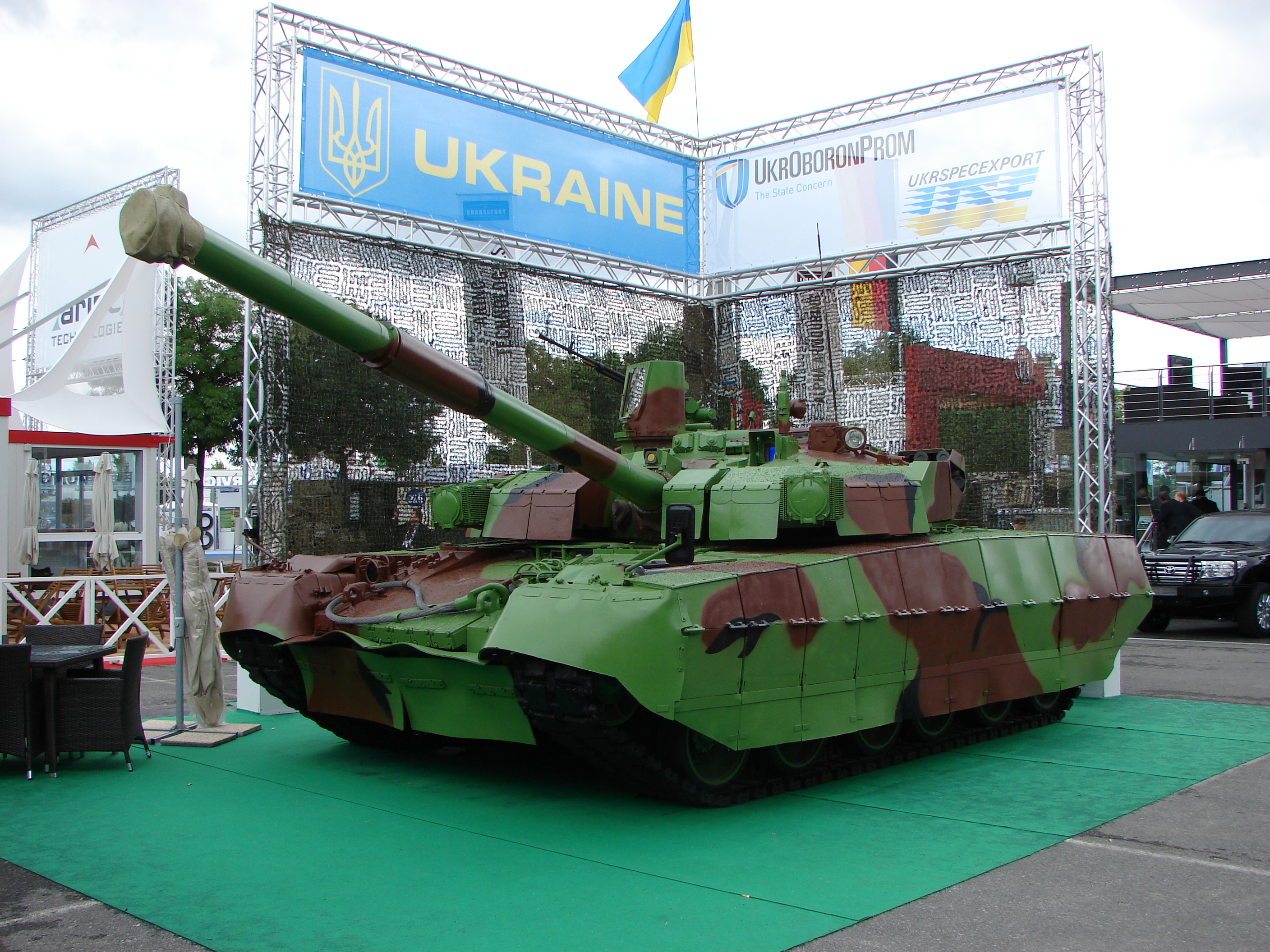
ユーロサトリに出展されるオプロート

1995年に開催された«IDEX’95»に参加したのが、最初の国際デビューであった。その後、1997年と1999年にアラブ首長国連邦のアブダビで開催された«IDEX»に参加、1997年にトルコ共和国のアンカラで開催された«IDRF»、2000年にマレーシアのクアラルンプールで開催された«DSA»の各展示会に参加した。
オプロートは、トルコ向けの新型主力戦車候補にノミネートされ、2000年には候補となった他国の戦車とともに比較試験に供せられた。そのほか、1998年にはギリシャで、2000年にはマレーシアで同様の比較試験が行われた。これらの試験では、唯一オプロートだけがヨーロッパ、アジアなど異なる条件下にあるあらゆる地域で効果的に行動でき、あらゆる地形と気候に適応して各国の要求を満たすことができるということが明らかにされた。しかし、トルコはサブラMkIIを、ギリシャはレオパルト2A6EXを、マレーシアはPT-91Mをそれぞれ採用したため採用には至らなかったが、2011年にタイ陸軍がM41A3軽戦車の後継として約40両の発注を行った。

### 配備
2000年、ウクライナ国防省はKhKBMに対し、10両のオプロートの発注を行った。翌年8月24日、独立記念日の軍事パレードでは、部隊配備されたオプロートが他のウクライナ軍車輌とともに首都キエフの目抜き通りフレシャーチクを行進した。
オプロートの輸出型であるヤタハーンを輸出する試みも行われているが、それも成功していない。オプロートは、オーソドックスな戦車としては他国のものにまったく引けをとらない能力を秘めているが、対ゲリラ戦闘が専らとなった現代では、必ずしも時代にあったものとは言えなくなってしまった。とはいえ、かつてソ連戦車の大半を製造したウクライナの戦車開発技術の象徴としては、オプロートはその役目を立派に果たしていると言える。また、ウクライナは余力がある限り主力戦車の配備は続けていく方針であり、2005年にはT-64の近代化改修型であるT-64BM ブラートの部隊配備も行っている。一方で、能力の低い非近代化改修車輌は輸出に回す見込みである。ただし、これらのうち一部は、輸出に際しウクライナ国内で近代化改修を施されている。
ウクライナ軍は、旧式戦車の代替として主力戦車の将来的な増備に意欲を示しており、財政状況が許せば、今後オプロートやその発展型のさらなる発注もあるものと見られている。2007年10月には、ウクライナは2008年末までにオプロートをベースとした新しい戦車を完成させる予定であると発表された。2008年10月1日には新仕様のオプロートMが公開されるとともに、ウクライナ軍に10両が追加配備されることが発表された。また2016年現在25両のオプロートTがタイ陸軍で運用されており、200両近くのオプロートTが配備されると噂されていたが、タイ王国陸軍による公式声明が一切なく、ウクライナ東部紛争の影響により生産・納入も遅れており、後に中国北方工業公司が開発したVT-4を28両導入している。

## 派生型
BTMP-84/БТМП-84
歩兵戦闘車。オプロートの原型車として製作された。同種の歩兵戦闘車として、T-72を種車としたBMT-72も開発されているが、いずれも制式採用とはなっていない。
オプロート/Оплот
T-84Uに新しい西側仕様の砲塔を搭載した発展型。
ヤタハーン/Ятаган
トルコ軍向けに開発された発展型。T-84-120とも呼ばれる。名称はウクライナ語で「ヤタガン」のこと。開発名称はKERN2-120（КЕРН2-120）といった。NATO標準の120mm主砲を搭載する。この砲では、アメリカ合衆国製のAPFSDS（装弾筒付翼安定徹甲弾）であるM829の劣化ウラン弾などを運用できる。また、この砲のために特別に開発された120mm仕様の9M119M レフレークスM対戦車ミサイルも運用できる。その他、駆動系、射撃管制装置系を中心に多くの改良がなされた。
BREM-84/БРЕМ-84
オプロートの車体を流用して製作された回収戦車。
BMU-84/БМУ-84
オプロートの車体を流用して製作された架橋戦車。
オプロート M/Оплот М
オプロートに新しいタイプのニージュ装甲や赤外線妨害装置を搭載した発展型。サイドスカートまで大型の爆発反応装甲で覆われている。ロシアのT-72BAやT-90Aより優れていると報道されているが、詳細は発表されていない。
オプロート T/Оплот T
タイが採用した派生型。

## 運用国
ウクライナ
ウクライナ陸軍
タイ王国
タイ王国陸軍